# Archie Duncan (storico)
Archibald Alexander McBeth Duncan (17 ottobre 1926 – 20 dicembre 2017) è stato uno storico scozzese, membro della British Academy, della Royal Historical Society e della Royal Society di Edimburgo.
Dal 1962 al 1993 è stato professore di storia e letteratura scozzese all'Università di Glasgow. Alla cessazione dall'insegnamento, è divenuto membro del Senato accademico e Preside di facoltà, ritirandosi dall'Università nel 2000. Dal 2001 è professore emerito di storia e letteratura scozzese.
Continua a pubblicare sulla storia della Scozia nel Medioevo.

## Opere scelte
- Scotland: The Making of the Kingdom, Edinburgh University Press, Edimburgo, 1973.
- The Kingship of the Scots: Succession and Independence 842–1292, Edinburgh University Press, Edimburgo, 2002.